# Ropa interior

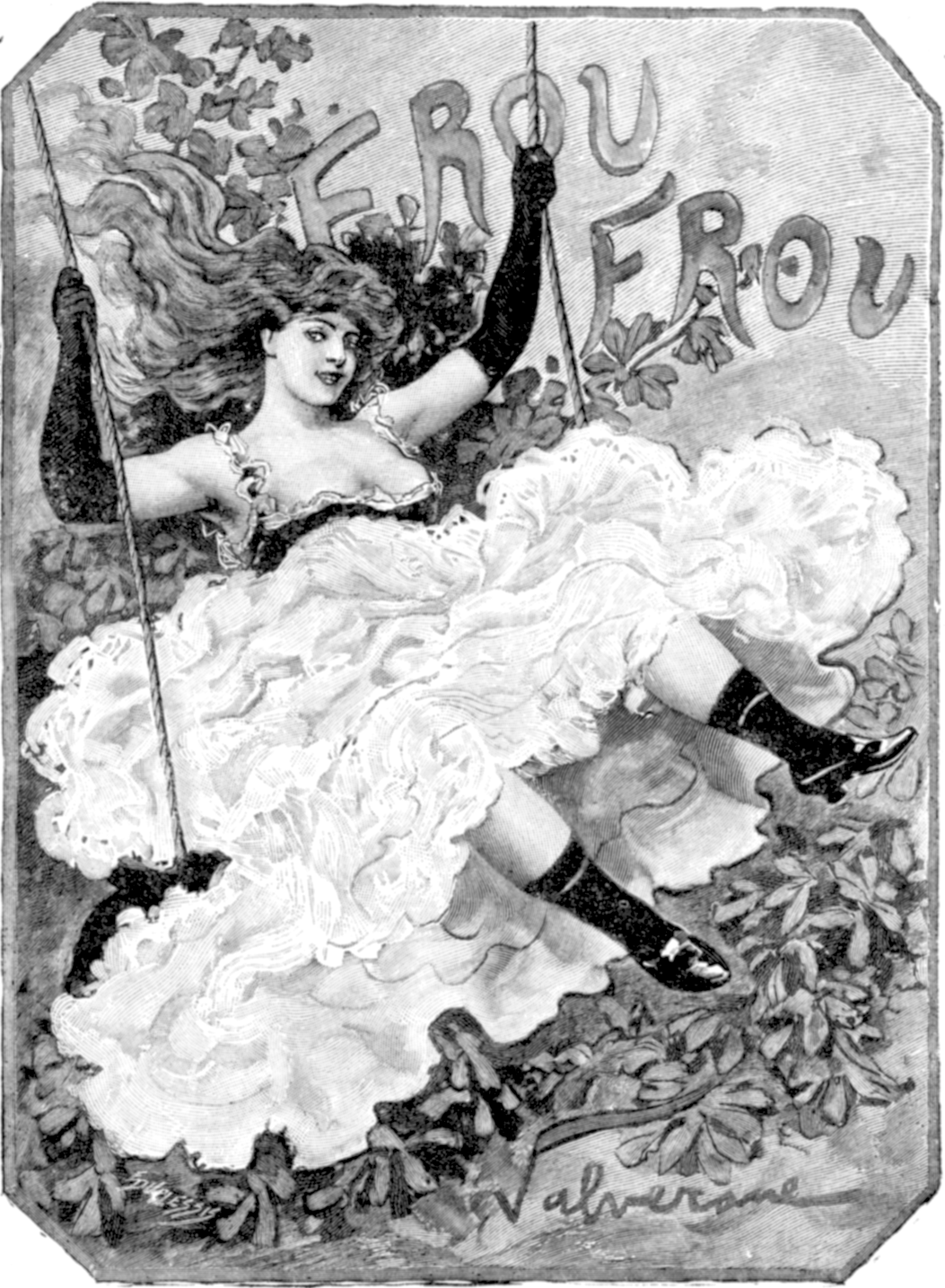
Frou frou 1900 (enagua)

Ropa interior o ropa íntima es un término popular utilizado para clasificar a toda clase de indumentaria diseñada para ser portada bajo la ropa de uso externo. La ropa interior es diseñada para proteger la ropa de uso externo de contraer suciedad por las secreciones y descargas corporales; suele incluir otros propósitos como proveer de calidez adicional en caso de ser confeccionada en materiales textiles térmicos. La ropa interior puede estar relacionada culturalmente con el erotismo humano y con distintos propósitos sociales o religiosos. Existen distintas clases de prendas especializadas en proveer una función específica como ropa interior, mientras que existen otro tipo de prendas, como camisetas o shorts, que pueden ser utilizados como ropa interior y como ropa exterior. Ciertas clases de ropa interior pueden servir como ropa de dormir o como traje de baño.
La ropa interior puede dividirse según la superficie que cubre (torso o área debajo de la cintura), ya sea diseñada para cubrir el área torácica, el área pélvica, la región abdominal, alguna sección de las extremidades inferiores o una combinación de las anteriores. Diferentes modelos de ropa interior pueden ser clasificados dentro de la moda masculina o dentro de la moda femenina, normalmente adaptándose a la forma y necesidad de comodidad en el área genital y la región del torso. La ropa interior femenina suele ser colectivamente referida como lencería, a pesar de que la lencería tenga una mayor extensión que incluye las prendas femeninas de corsetería, calcetería, ropa interior, ropa de baño y ropa de dormir.

## Funciones

### Higiene
La ropa interior suele utilizarse principalmente como un artículo de higiene que contiene diversas secreciones corporales como el sudor, la orina, el semen, los fluidos de la lubricación vaginal, el flujo menstrual y las heces fecales, previniendo su contacto o absorción hacia la ropa de uso externo. Existen productos desechables especializados en forma de ropa interior capaces de contener el flujo de orina y heces fecales, tales como los pañales de uso infantil y adulto, y la ropa diseñada para personas que padecen incontinencia urinaria. Algunas prendas interiores, como calcetines, camisetas y tank tops (camisetas sin mangas), se emplean para absorber el sudor y proteger la ropa exterior del contacto con este.
Las toallas de uso sanitario son artículos de higiene femenina diseñados para actuar como compresa del flujo menstrual, las cuales están diseñadas para adaptarse a la superficie interna de la ropa interior que entra en contacto directo con los genitales femeninos. Algunos tipos de toallas sanitarias contienen un par de prolongaciones plásticas, recubiertas de pegamento en los laterales del centro absorbente, denominadas alas, las cuales se fijan a la tela de la ropa interior para evitar el desbalance de la toalla. Otros tipos de toalla sanitaria se caracterizan por presentar una forma específica que se adapta a la superficie del modelo de ropa interior, como los pantiprotectores y la toalla sanitaria diseñada para su uso en ropa interior tipo tanga. La ropa interior menstrual se utiliza tanto para colocar dentro una toalla, como para absorber directamente el sangrado. Existen dispositivos cóncavos fabricados en material absorbente que se adhieren a la copa del sostén para absorber las emisiones repentinas en el proceso de lactancia.
Existen prendas contenedoras que se asemejan a la ropa interior tradicional y dispositivos contenedores que se adhieren a algunos tipos de ropa interior con el propósito de retener ciertas secreciones. Existen pañales desechables cuya forma se asemeja a la de un calzoncillo, los cuales cuentan con un elástico en la cintura, son confeccionados en tela y contienen materiales absorbentes.  Dichos pañales (conocidos popularmente como calzón entrenador o calzoncillo entrenador) suelen usarse para estimular el desarrollo excretor y el control esfintérico de los infantes. Las alarmas electrónicas para la enuresis son ajustadas a la ropa interior de los infantes para alertar ante un índice mínimo de humedad en la ropa.

### Comodidad y soporte
Los sostenes están diseñados para brindar soporte a las mamas femeninas, por lo que suelen integrar estructuras metálicas o materiales compresores que permiten el soporte de las mamas en una expansión curva frontal denominada copa. Los sostenes deportivos suelen estar fabricados en materiales compresores como el spandex, los cuales están diseñados para ofrecer las funciones convencionales de un sostén tradicional y proteger a la portadora de posibles daños en los ligamentos que sujetan las mamas, daño pasiblemente provocado al practicar actividades físicas o deportivas de alto impacto.
En la indumentaria masculina, algunos tipos de calzoncillos, como los slips, están diseñados para ofrecer un soporte al portador al contener el escroto, el pene y los testículos en un área cóncava frontal denominada tiro o bragueta. Algunos modelos de ropa interior masculina están fabricados en material textil compresor que permiten la contención de las nalgas en la parte trasera de la prenda. Los suspensorios están diseñados para contener los genitales externos masculinos en un área curva endurecida (denominada coquilla o concha) que brinda mayor protección en la práctica de algunas actividades deportivas. El sostén masculino está diseñado para disimular y aplanar las protuberancias mamarias de hombres con ginecomastia.

### Fetichismo

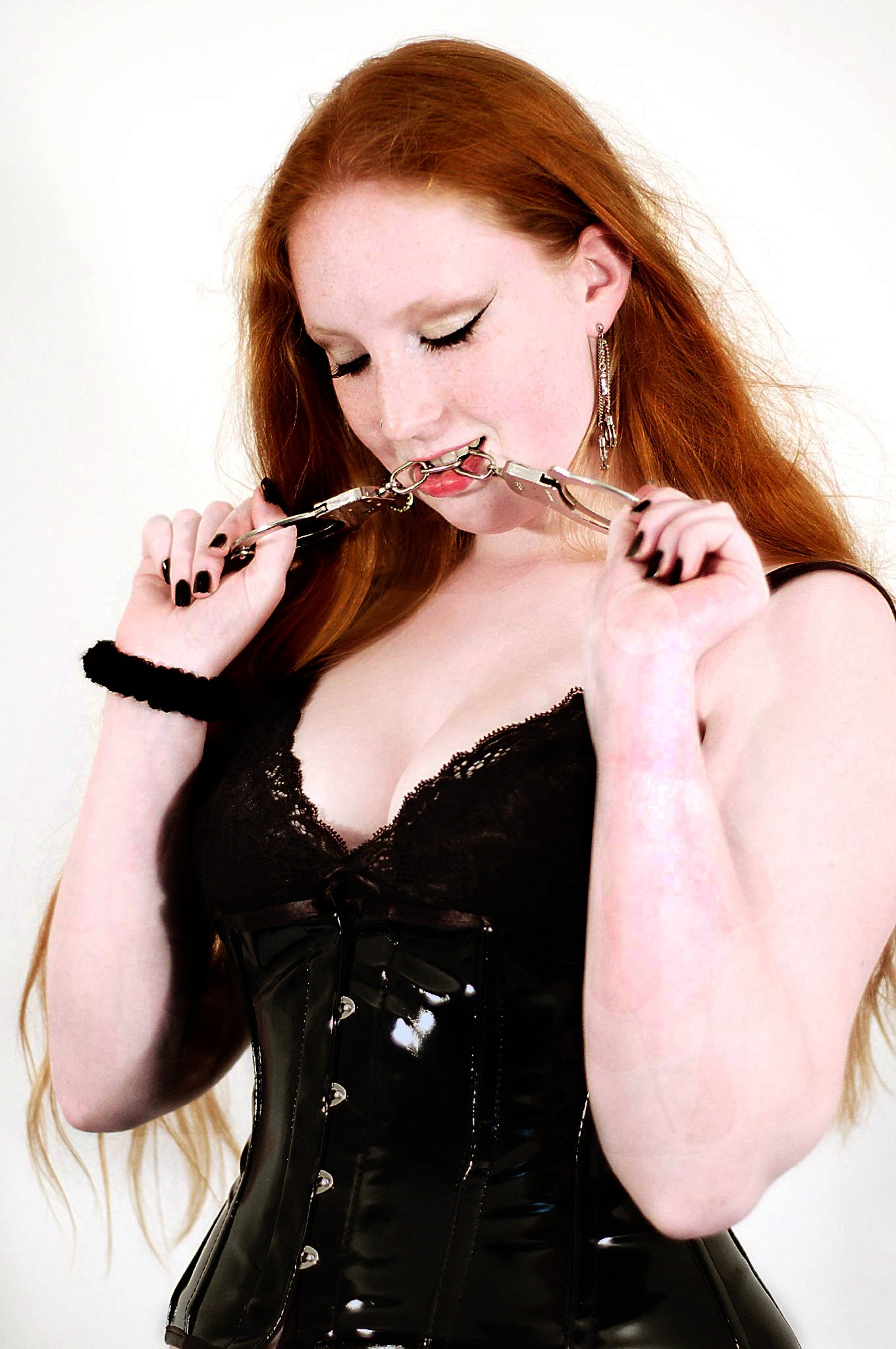
Mujer utilizando un bondage corset.

La ropa interior puede ser utilizada con una intención erótica o puede representar una clase de fetichismo en el que la persona llega a un estado de excitación producida por el contacto, posesión o utilización de prendas interiores. Este fetichismo se identifica en diversos tipos de prendas interiores como: bragas, suspensorios, sostenes, tangas o medias. El fetichismo de la ropa interior puede tener distintas expresiones, como la colección de ropa interior que ha pertenecido a las parejas sexuales, el robo de ropa interior usada o su utilización como elemento de cross-dressing o en el fetichismo travestista.
Mostrar la ropa interior a la pareja sexual en la actividad previa al coito suele ser una práctica común que permite la excitación entre los participantes. Para la estimulación sexual existen diversos modelos de ropa interior propia de la moda masculina y la moda femenina. Algunas especificaciones en la confección erótica incluyen la adhesión de encaje, la confección en piel o vinilo, la ropa en textiles trasparentes o semitransparentes y la ropa confeccionada en telas compresoras o elastano. Algunos modelos de ropa interior están específicamente diseñados para permitir la relación sexual o la estimulación oral, ya que pueden contar con una apertura en el área genital, el área mamaria o en el área anal. La ropa interior comestible confeccionada en productos de confitería suele ser utilizada como un estimulante sexual.[cita requerida]
La cultura sexual del leather (cultura sexual del fetichismo hacia la moda confeccionada en cuero) ha desarrollado distintos artículos de ropa interior, como corsettes, tangas o suspensorios, confeccionados en piel o productos textiles similares como el vinilo o el látex. En la moda de la cultura sexual del BDSM se incluyen ciertos dispositivos de ropa interior que  incluyen a menudo estructuras que aseguran el bondage del portador de la prenda. Dentro de la cultura sexual relacionada con la homosexualidad masculina, suele identificarse un fetichismo hacia los suspensorios.

### Estética

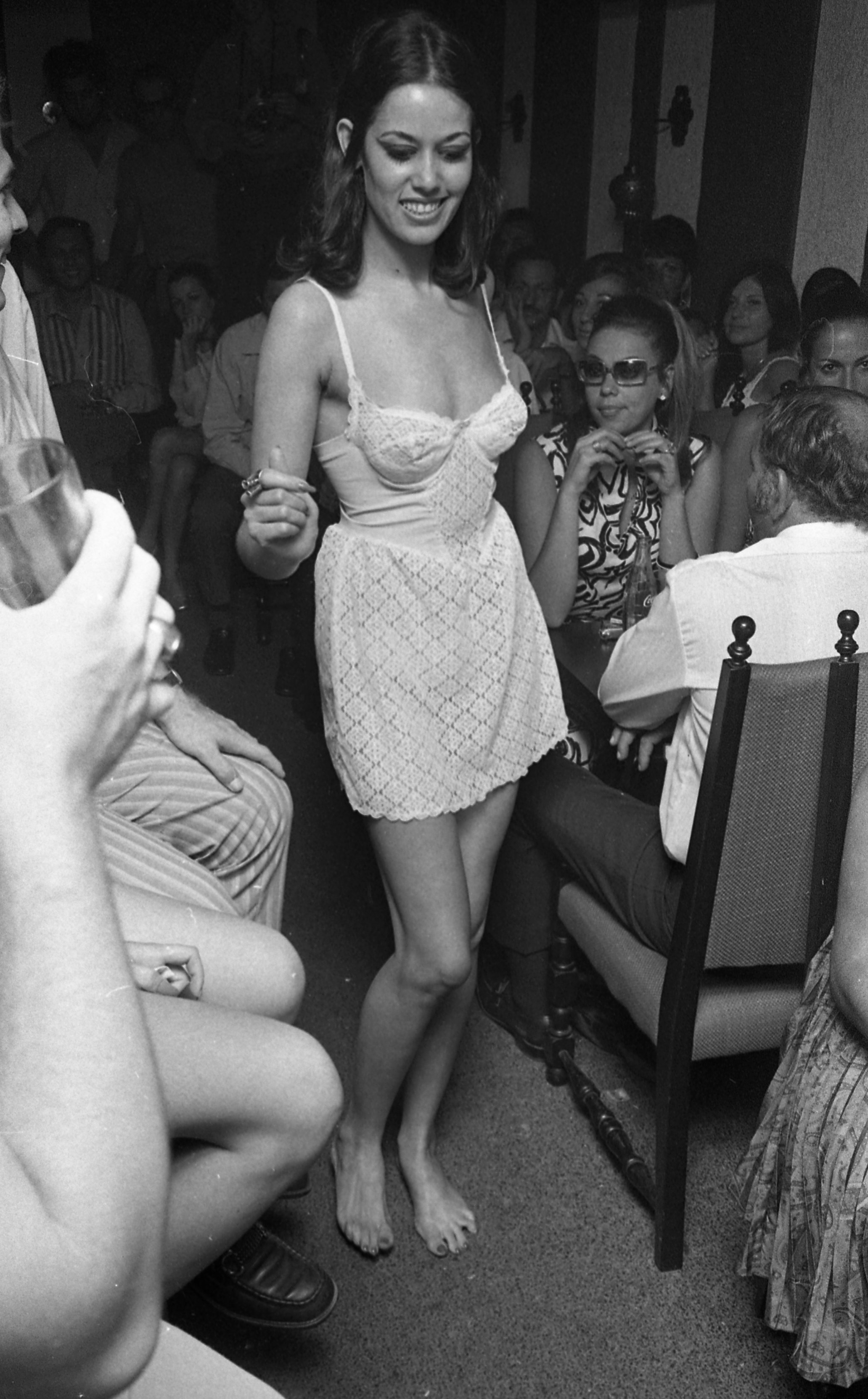
Desfile de modas de ropa interior, Israel 1969

La industria de la moda suele confeccionar ropa interior en distintos modelos con distintos materiales para que esta se adapte a las tendencias de la moda y al gusto del consumidor. Existen variedad de colores y motivos que se sobreponen al modelo de ropa interior, en donde destacan los colores que se asemejan al tono natural de la piel, el estampado de personajes animados en la ropa interior infantil y adulta, la variedad de colores en un mismo modelo de ropa interior, etc. Los sostenes y bragas suelen comercializarse en un paquete de dos piezas laboradas en el mismo material. A dicho paquete se le denomina coordinado.[cita requerida]
Algunos tipos de ropa interior suelen integrar un mecanismo sencillo de relleno oculto que da al portador mayor volumen en un área erógena específica, el cual es habitualmente denominado push-up (traducido al español como empujar hacia arriba). Dicho mecanismo se emplea en las copas de los sostenes, la bragueta de la ropa interior masculina (habitualmente en modelos slip y bóxer slip) y la región glútea en diversos modelos para ambos géneros.
Los corsés y las fajas suelen emplearse como un dispositivo de moldeo corporal que altera gradualmente la figura del portador, reduciendo el área abdominal por la acumulación de grasa, la falta de tonificación muscular o los efectos físicos producidos por el embarazo. La ropa interior puede ser usarse como un símbolo de la modestia del portador, la cual permitiría la remoción libre de la ropa exterior sin llegar al completo desnudo. Como un símbolo de modestia, suelen utilizarse prendas de ropa interior como camisolas, enaguas, miriñaques o bustiers, bajo la ropa confeccionada en telas transparentes o semitransparentes para evitar la apreciación visual directa de las mamas o los genitales del portador.

### Aspectos religiosos
En el Judaísmo suele utilizarse el talit katán, un accesorio similar al talit que se lleva bajo la ropa del portador para seguir con el código de vestimenta de la filosofía religiosa. El talit katán tiene una forma cuadrada con una apertura en el centro, por la que pasa la cabeza del portador, de manera similar a un poncho. El talit katán tiene cuatro nudos que cuelgan de las esquinas llamados tzitzit.
La ropa interior mormona (en inglés: temple garments) es un coordinado de ropa interior superior e inferior que es utilizado por hombres y mujeres practicantes de la fe mormona del Movimiento de los Santos de los Últimos Días, después de la investidura ceremonial. El coordinado cuenta con una camiseta y pantaloncillos que se extienden hasta la altura de la rodilla, utilizados con un significado espiritual.
En la religión sij es tradicional emplear una prenda interior inferior, similar a un bóxer, entre los practicantes masculinos y femeninos de la religión; la prenda es utilizada según los designios del Pañj Kakār y se llama habitualmente kaccha o kacchera.

## No usar ropa interior
El acto de no usar calzoncillos debajo de la ropa exterior es conocido en la jerga estadounidense como going comando para ambos sexos,  free-balling (con las bolas libres) para hombres y free-buffing para mujeres. El acto de una mujer que no usa sostén a veces se denomina free-boobing.
Los orígenes de la frase go commando (ir al comando o ir en plan comando) son inciertos, y algunos especulan que puede referirse a estar “a la intemperie” o “listo para la acción”. El uso moderno se remonta en los Estados Unidos a estudiantes universitarios alrededor de 1974, donde esto fue tal vez asociado con los soldados en la Guerra de Vietnam, que tenían fama de ir sin ropa interior para “aumentar la ventilación y reducir la humedad”. La frase estaba en uso en el Reino Unido antes de ese entonces, refiriéndose principalmente a las mujeres, desde finales de la década de 1960. Se ha sugerido que la conexión con el Reino Unido y las mujeres se vincula a un eufemismo de la Segunda Guerra Mundial para las prostitutas que trabajaban en el West End de Londres, que se denominaron “Piccadilly Commandos”. El término se volvió a popularizar después de aparecer en un episodio de la serie estadounidense Friends en 1996.
En 2014, durante una encuesta de acceso abierto basada en Internet, las revistas 60 Minutos  y Vanity Fair preguntaron a los visitantes de sus sitios web la siguiente interrogante: ¿Con qué frecuencia “vas en plan comando”? El 7% de los participantes dijo que hacían eso todo el tiempo, una cuarta parte dijo hacerlo al menos ocasionalmente, mientras que el 39% dijo que nunca, y el 35% dijo que no sabían el significado del término.
Algunas personas optan por no usar calzoncillos, una práctica a veces denominada “ir al comando”, por comodidad, para permitir que sus ropas exteriores (particularmente aquellas que son ajustadas a la figura corporal) se vean más favorecedoras, para evitar crear una línea de bragas, porque les resulta sexualmente excitante la idea de estar completamente desnudos bajo su ropa exterior (o excitar sexualmente a otra persona al decírselo o insinuárselo) o porque simplemente no ven ninguna necesidad de usarlos. Ciertos tipos de ropa, como pantalones cortos de ciclismo y faldas escocesas, están diseñados para usarse o tradicionalmente se usan sin calzoncillos. Esto también se aplica a la mayoría de la ropa usada como ropa de dormir y como traje de baño.
La práctica de no usar calzoncillos llegó a ser incluso obligatoria para los soldados escoceses durante la Primera Guerra Mundial, ya que diariamente un oficial superior inspeccionaba el regimiento y tenía un espejo para mirar debajo de las faldas. Cualquier persona que se encontrara usando calzoncillos sería enviada de vuelta para quitárselos. Posteriormente la falda se conservó como el uniforme formal de los regimientos. Esta práctica condujo a un incidente en 1997 durante una ceremonia militar en Hong Kong, cuando las condiciones del viento hicieron que la falda de un soldado de Black Watch se levantara, provocando que sus glúteos desnudos quedaran a la vista y exponiendo al soldado frente a la prensa.
Un caso que se hizo internacionalmente famoso de alguien que no usa ropa interior es Lenny Kravitz, quien en agosto de 2015, durante un solo de guitarra en un concierto en Estocolmo, se sentó en cuclillas abajo, causando que el cuero de sus pantalones se rasgara. Debido a que Kravitz no llevaba ropa interior, sus genitales fueron brevemente expuestos a la audiencia. Él no enfrentó ninguna repercusión legal por el incidente.
También cabe destacar el caso de Josef Ajram, quien ha adquirido también relevancia social y en los medios de comunicación por el hecho de declarar públicamente que no usa calzoncillos. Según ha expresado: "Lo probé cuando tenía 17 años, porque cada día cogía la bicicleta para ir a la escuela y me molestaban mucho. Lo probé y me fue tan bien que nunca más he vuelto a ponérmelos." Asegura que nunca ha tenido ningún problema por no llevar calzoncillos, "sólo alguna situación incómoda cuando en una consulta con la nutricionista me pidió que me quitara los calzoncillos, y no lo tenía previsto". Sólo tiene dos, para cuándo debe realizar sesiones fotográficas para marcas o para presentaciones de sus libros. Ajram ha defendido su postura por cuestiones de comodidad: "Todo el mundo que lo prueba dice que es cómodo. Es una tendencia cómoda y sobre todo, es superhigiénico". Actualmente Ajram pregona activamente en los medios de comunicación la vida sin calzoncillos.
En Venezuela esta práctica se denomina coloquialmente andar "rueda libre" o "a rin pela'o".

## Tipos

### Cuerpo completo
| Imagen | Nombre                                      | Descripción |
| ------ | ------------------------------------------- | --- |
|        | Body                                        | Un body o bodysuit es una prenda de vestir que se caracteriza por cubrir el tórax, el abdomen y la pelvis. Un body cuenta con una sección alargada que cubre las áreas abdominal y torácica, la cual termina en una sección sin prolongaciones hacia las extremidades que cubre el área pélvica. Suele presentarse como una prenda superior de uso exterior que tiene integrada una prenda inferior de uso interior, que suele ocultarse bajo otra prenda de uso exterior. Los bodys son habituales en la moda diseñada para bebés; dentro de la moda infantil contará con broches en la parte inferior que facilitarán la remoción del pañal. |
|        | Ropa interior larga o ropa interior térmica | La ropa interior larga o ropa interior térmica es un coordinado de ropa interior inferior y ropa interior superior que se confeccionan en varias capas de material textil especializado en proporcionar al cuerpo calor adicional o retener el calor corporal del portador. La ropa interior larga posee una forma que empata completamente con la ropa exterior, ya que la parte superior presenta una forma que empata a una camiseta de mangas largas, mientras que la parte inferior presenta una forma que empata a un pantalón. Aparecen en el siglo XVII diseñados originalmente como un atuendo formal, pero se convierten en una forma popular de ropa de dormir hasta el siglo XX. En la actualidad, la ropa interior térmica suele estar fabricada en algodón o poliéster. |
|        | Union suit                                  | Un union suit (traducido al español como traje de unión) es un tipo de ropa interior de una sola pieza que cubre el tórax, el abdomen, la pelvis, las extremidades superiores e inferiores. Esta prenda interior suele estar fabricada en franela, la cual presenta propiedades térmicas que proveen al usuario de calor adicional. Los union suits presentan una hilera frontal de botones que van desde la escotadura esternal en la parte superior, hasta el pubis en la parte inferior. Este tipo de vestimenta está adecuada a las necesidades del portador de conservar el calor durante periodos largos de tiempo, por lo que suele contar con simples aperturas en el área púbica, para el pene durante la micción y en el área circundante al ano para la defecación.        |

### Parte superior
| Imagen | Nombre                       | Descripción |
| ------ | ---------------------------- | --- |
|        | Camiseta de tirantes         | Una camiseta de tirantes, franelilla/guardacamisa en Venezuela o simplemente camiseta (en inglés A-top o tank top) es una variante de la camiseta sin mangas habitualmente utilizada como ropa interior o ropa deportiva. La camiseta de tirantes se caracteriza por tener aperturas notablemente grandes en el área del cuello y los hombros. La apertura del cuello suele extenderse, en su parte frontal, sobre la mitad del esternón, mientras que la parte trasera se extiende sobre la mitad de la curva torácica de la columna vertebral. Las aperturas laterales diseñadas para el paso de los brazos se extienden por debajo de la zona axilar. Los tank tops suelen confeccionarse en materiales plisados de algodón o poliéster.        |
|        | Bustier                      | Un bustier es una prenda interior femenina que presenta una forma similar a un corsé, la cual se diferencia de este por no poseer un sistema de compresión que modela el cuerpo, ya que está únicamente diseñada para resaltar el busto y la cintura del portador con un sistema de ajuste similar al push-up. Un bustier cubre habitualmente la parte superior a las mamas, hasta la cintura; puede contener tirantes o un sistema de broches que facilita un ajustado directo al cuerpo del portador. |
|        | Camiseta, playera o remera   | Un camiseta, playera, franela en Venezuela o remera en Argentina, Paraguay y Uruguay (reconocida con estos distintos nombres dentro del habla hispana; en inglés: T-shirt) es un tipo de camisa utilizada habitualmente con propósitos informales, como ropa interior o como ropa de cama. La camiseta es una prenda diseñada para cubrir el torso del portador, la cual puede tener prolongaciones o mangas que cubran total o parcialmente los brazos del portador. Diversos modelos de camiseta involucran una forma particular de cuello o una longitud particular de sus mangas, ya sea de manga tradicional o manga corta (manga que se extiende a la mitad del húmero), manga larga (manga que llega hasta la muñeca, sin mangas, etcétera. |
|        | Camiseta sin mangas          | Una camiseta sin mangas es un tipo de camiseta que no presenta ningún tipo de prolongación o mangas sobre el área de los brazos, presentando un corte directo sobre los hombros. A diferencia del A-shirt o tank top, la camiseta sin mangas no presenta aperturas de tamaño considerable en el área del cuello, ni los hombros. La camiseta sin mangas contiene un bordado que limita la camiseta en una forma cuadrada. Suele ser utilizada como una prenda interior, una prenda exterior que resalta la musculatura de los brazos del portador o como una prenda de uso deportivo. |
|        | Camisola                     | Una camisola es una prenda interior femenina que se caracteriza por cubrir el torso. Una camisola es similar a un tipo de chemise o camiseta sin mangas, contiene un par de tirantes delgados que sujetan la estructura, presenta un corte que acentúa la cintura y, normalmente, se extiende por debajo de la cintura. La prenda suele estar confeccionada en textiles como la seda, el satén , y en la actualidad, en nailon o algodón. |
|        | Chemise                      | Chemise o shift es un término que originalmente refiere a una prenda de vestir que era utilizada sobre el torso y bajo la ropa de uso exterior, diseñada para absorber el sudor. Solía ser utilizada bajo túnicas o vestidos largos en la moda femenina, mientras que era utilizada bajo los jubones en la moda masculina. La prenda se populariza como una prenda interior para ambos género en la época de la Edad Media, pero se enfoca totalmente a la moda femenina durante la primera mitad del siglo XIX. En la actualidad, un chemise es una pieza de vestir femenina habitualmente utilizada como ropa de dormir que tiene una forma similar a un baby doll. No debe confundirse con el nombre que se le da en Venezuela al polo.         |
|        | Chemisette                   | Chemisette o cuello falso es una pequeña sección textil que se utiliza bajo el área del escote, diseñada para sobresalir y aparentar que el portador lleva algún otro tipo de ropa interior como una camiseta, una camisa, una blusa o un chemise. Un chemisette puede presentar la forma del cuello que contienen otras prendas como las camisas, las blusas o las camisetas tipo polo. |
|        | Corsé o corset               | Un corsé o corset es una prenda interior femenina que es principalmente utilizada con propósitos estéticos relacionados con la compresión y moldeo corporal en el área del torso. Suele presentarse como una sección de tela que se sobrepone en el área del torso entre las mamas y la cadera, suele incluir un sistema de cuerdas, herrajes o broches que permiten su utilización. Los corsés fueron altamente populares entre la moda femenina desde el siglo XVI hasta el siglo XIX, aunque su creación anteceda 1600 a. C. y son actualmente utilizados como elemento cultural del BDSM y la subcultura gótica. |
|        | Halter top                   | Un Halter top es una camiseta sin mangas que se caracteriza por incluir un sistema de soporte Halter en el cuello (conocido en inglés como Halter neck), es decir, no basa su soporte en tirantes tradicionales, sino en una prolongación que se ajusta a la altura del cuello y que normalmente no lleva un área de tela que cubra la espalda del portador. Existen diversas variantes del Halter top, en donde la más común es el soporte sobre la parte trasera del cuello. |
|        | sostén, brasier o brassiere  | Un sostén, sujetador, corpiño en el Río de La Plata, brasier, brassiere o bra es un tipo de prenda interior femenina diseñada para brindar soporte a las mamas femeninas, por lo que suelen integrar estructuras metálicas (soporte conocido como varilla) o materiales compresores que permiten el soporte de las mamas en una expansión curva frontal denominada copa. El sostén deportivo suele estar fabricado en spandex para brindar soporte y proteger a la portadora de posibles daños en los ligamentos que sujetan las mamas por la realización de actividades físicas o deportivas de alto impacto. El sostén de maternidad tiene aperturas sobre el área de los pezones para facilitar el amamantamiento.                              |
|        | Liguero, torsolette o basque | Un liguero, torsolette o basque es un tipo de corsé diseñado para el uso femenino que se caracteriza por cubrir la región torácica y abdominal hasta la cintura. El torsolette, a diferencia del corsé tradicional, no presenta ningún mecanismo de compresión ni modelado corporal, usualmente tiene soporte integrado para las mamas y se diferencia del bustier por presentar una longitud mayor. En algunas ocasiones presenta un par de tirantes ajustables que se unen a las ligas elásticas que se ubican en la parte superior de las medias. |
|        | Top o Tube top               | Un top o tube top es un tipo de prenda femenina, frecuentemente utilizada como ropa exterior, que se caracteriza por no presentar tirantes, ni mangas como mecanismo de soporte. Un top es un tipo de camiseta sin mangas diseñada para el uso femenino que no cuenta con mangas, ni tirantes, ya que simplemente se ajusta directamente sobre la región torácica del portador con la capacidad elástica del material con el que se fabrica. El top puede presentar diversas longitudes: por debajo de las mamas, ligeramente por encima del ombligo y a la altura de la cintura. |
|        | Undershirt                   | Undershirt (traducido al español como camiseta interior) es un término que categoriza a distintos modelos de camisetas de uso masculino, diseñadas para ser utilizadas bajo cualquier prenda de uso exterior que cubra el torso. Están confeccionadas en textiles de algodón o nylon para absorber el sudor y odores del portador. Son habitualmente más delgadas que las camisetas, ya que están específicamente diseñadas para ser utilizadas como prenda interior. En algunas ocasiones, son utilizadas debajo de ropa exterior transparente o semi-transparente. |

### Parte inferior
| Imagen | Nombre                                     | Descripción |
| ------ | ------------------------------------------ | --- |
|        | Boyshorts                                  | Boyshorts, shorty o booty short (conocidos con diferentes nombres dentro del habla inglesa) son un tipo de ropa interior femenina que cubren el área pélvica. Esta prenda es confeccionada en materiales elásticos de algodón, su elástico se sitúa en la cintura y normalmente extiende su apertura para las piernas sobre los surcos o pliegues gluteales. Su diseño es similar al bóxer slip de uso masculino, a diferencia de que los boyshorts no tienen bragueta y suelen ser más cortos. |
|        | Bóxer o boxer shorts                       | Bóxer o boxer shorts son un tipo de ropa interior, generalmente masculina, que cubre el área pélvica y se extiende sobre una parte del muslo. Su nombre deriva de la similitud que tiene esta prenda con los pantalones cortos utilizados por los boxeadores. Los boxers suelen ser holgados y confeccionados en textiles absorbentes de algodón, cuenta con una apertura sobre la bragueta para facilitar la micción y generalmente se extienden hasta la mitad del muslo. |
|        | Bóxer de compresión                        | El bóxer de compresión es un tipo de ropa interior deportiva que basa su diseño en los pantalones cortos utilizados por los ciclistas profesionales. Se caracterizan principalmente por ser fabricados en textiles de elastano que producen una adhesión completa a la pelvis del portador. Suelen ser también utilizados por atletas femeninos para ser portados bajo faldas. Algunos modelos de bóxer de compresión cuentan con un mecanismo que se ajusta sobre el abdomen, lo que permite el modelado corporal. |
|        | Bóxer slip, bóxer ajustado, o boxer briefs | Bóxer slip (Inglés: boxer briefs) son un tipo de ropa interior masculina, variante del bóxer (calzoncillo) tradicional que se caracterizan por un diseño ajustado sobre la región pélvica del portador. Cuentan con un elástico visible que se ajusta a la altura de la cintura, poseen una prolongación frontal en la bragueta que permite el soporte de los genitales masculinos y cuenta, además, con materiales textiles elásticos. |
|        | Bikini                                     | Bikini es un coordinado de sostén y braga que se comercializa para su uso como traje de baño. En forma de ropa interior, un bikini se caracteriza por un ajuste diseñado para cubrir el área púbica, presentando prolongaciones o tirantes que se colocan por encima de la altura de la cadera y que unen otra sección diseñada para cubrir la hendidura intergluteal. Su forma más común suele ser utilizada como traje de baño. |
|        | Bragas                                     | Bragas en España, calzones, bombachas en el Río de la Plata, chones en México o pantaletas en Venezuela son un tipo de ropa interior femenina, diseñadas para cubrir el área pélvica por debajo de la cintura. Suelen ser fabricadas en algodón para absorber distintos fluidos, cuentan con un elástico que se puede situar a la altura de la cintura o de la cadera y pueden presentar prolongaciones que se extiendan sobre los muslos, aunque la versión moderna más usual se extienda hasta los surcos gluteales. |
|        | Enaguas                                    | Enagua es un tipo de ropa interior femenina que en su forma moderna también denominada combinación o fondo se caracteriza por presentar una forma similar a la de una falda. Las enaguas están diseñadas, según su forma, para ser utilizadas bajo prendas con forma similar como vestidos y faldas. Suelen estar fabricadas en materiales ligeros como seda, satén, nylon y poliéster, además de ser frecuentemente decoradas con listones y bandas de encaje. Puede extenderse completamente sobre el torso también o simplemente, sobre el área pélvica.                                                                |
|        | Fundoshi                                   | Fundoshi (Japonés: 褌) es un tipo de ropa interior masculina que se utiliza tradicionalmente en Japón. En años anteriores a la Segunda Guerra Mundial, el fundoshi era ampliamente utilizado como ropa interior masculina, pero redujo su popularidad después de la intervención global en la Segunda Guerra Mundial. El fundoshi consta de una tira textil que tiene un par de prolongaciones delgadas que ajustan la prenda por encima de la cintura. |
|        | G-string                                   | G-string es un tipo de ropa interior y traje de baño tipo tanga que se compone de bandas que sujetan una sección textil que se sobrepone en el área genital. Este tipo de prenda consta de una sección triangular que se sobrepone en el área de los genitales y se une a una delgada prolongación que se acomoda en la hendidura intergluteal, la cual se sujeta de una banda que rodea la cadera. |
|        | cancán                                     | Guardainfante, tontillo o miriñaque eran prendas interiores que se formaban de diversas capas de textil superpuestas, las cuales estaban específicamente diseñadas para ser portadas bajo una falda y aumentar su volumen. El guardainfante fue altamente popular en el siglo XVII como una prenda propia de las clases altas; el guardainfante moderno, conocido como fondo o miriñaque se compone de menos material textil que el guardainfante y tontillos anteriores y a su vez da origen al moderno cancán. |
|        | Panty                                      | Panty, culote o pololo es un tipo de prenda interior tradicional entre los siglos XVIII y XIX. Este tipo de prenda es similar a las bragas pero se caracteriza por una mayor extensión, por debajo de las rodillas. Las panties o pololos eran utilizadas dentro de la moda femenina diseñada para niñas y mujeres; también eran utilizadas en niños varones. Usualmente era portado bajo las faldas dentro de la moda femenina, para que las calzas de la prenda sobresalieran ligeramente bajo esta. Al ir acortándose dieron lugar a la braga moderna.                                                                  |
|        | Slip o trusa                               | Slip, trusa, interiores en Venezuela o calzoncillo es una prenda interior, habitualmente de uso masculino, fabricada en algodón o elastano y que se caracteriza por no contener calzas o prolongaciones que se coloquen sobre los muslos. Esta prenda interior consta de una concavidad en la parte frontal, diseñada para sostener los genitales y sujetarlos al cuerpo del portador, además de una longitud total trasera que llega hasta el surco horizontal inferior de las nalgas. Habitualmente presentan un elástico visible en la parte que rodea la cintura o cadera y suelen contener una apertura para el pene. |
|        | Suspensorio                                | Suspensorio (inglés: jockstrap) es un tipo de ropa interior utilizada ampliamente como implemento deportivo. El suspensorio fue popularizado en el siglo XIX y se caracteriza por su principal propósito de brindar soporte a los genitales masculinos en actividades de alto impacto. Tiene un elástico visible que rodea la cadera y un elástico inferior que pasa por debajo de las nalgas, además de una bragueta ligeramente "reforzada" para amortiguar los golpes en el área genital. No tiene un protector en la parte trasera, por lo que deja a la vista las nalgas del portador.                                |
|        | Tanga                                      | el tanga es una prenda de baño y prenda interior que se caracteriza por contener una sección triangular de material textil que cubre la zona púbica del portador, la cual puede estar adherida a otra sección triangular textil que cubre ligeramente la hendidura interglútea o a una prolongación delgada que se introduzca entre las nalgas. Estos segmentos se unen a una prolongación que rodea la cintura o la cadera. |

#### Calcetería
| Imagen | Nombre             | Descripción |
| ------ | ------------------ | --- |
|        | Calcetín o calceta | Calcetín, calceta, calcetón o media es una prenda diseñada para cubrir los pies del portador, cuya altura normalmente se establece en una sección superior al tobillo. Están diseñados para absorber el sudor de los pies y evitar el contacto de este con el calzado, así evitar la contaminación del calzado con las bacterias. Suelen estar fabricados en materiales absorbentes como el algodón. |
|        | Knee socks         | Knee socks (traducido literalmente como calcetines hasta las rodillas) son un tipo de calcetería que se caracteriza por tener una longitud terminal sobre las rodillas o superior a estas. Suelen estar fabricados en materiales absorbentes como el algodón debido a su principal función de absorber el sudor y evitar el contacto con el calzado. Suelen ser utilizados como un implemento para conservar la temperatura corporal.                                                                       |
|        | Medias             | Medias son prendas habitualmente femeninas que se caracterizan por cubrir una superficie considerable de los miembros inferiores, normalmente a una altura superior de la rodilla y la mitad inferior de los muslos. Suelen estar fabricadas en textiles sintéticos de nylon o lycra, los cuales suelen formar estructuras textiles traslúcidas. Las medias tienen un elástico que las sujeta al muslo denominado liga.                                                                                     |
|        | Pantimedias        | Pantimedias o pantys son prendas habitualmente femeninas que se caracterizan por cubrir los miembros superiores, desde la cintura o cadera, hasta la punta de los pies. Las pantimedias son similares a las calzas, a los leggings o a las medias. Las pantimedias suelen estar fabricadas en textiles sintéticos de nylon o lycra, los cuales suelen formar estructuras textiles traslúcidas. |
|        | Tines              | Tines son un tipo de calcetería similar a los calcetines, los cuales se caracterizan por presentar una longitud menor. Los tines se caracterizan por cubrir una superficie menor a las calcetas, superficie que se extiende por debajo de los tobillos del portador. Los tines suelen estar fabricados en materiales absorbentes como el algodón. Una variante de esta prenda es denominada bobby socks, la cual fue popular en los años 1950 y se caracterizó por contener tiras de encaje en el elástico. |
|        | Toe socks          | Toe socks (traducido del inglés como calcetines de dedo del pie) son un tipo de calcetería que se caracteriza por tener hendiduras en el área que cubre los dedos para producir una separación que promueva la conservación del calor corporal. Habitualmente se confeccionana en materiales absorbentes o térmicos, además de ser fabricados en distintos patrones coloridos. |